# Milija Belic
Pour les articles homonymes, voir Belić (homonymie).
Milija Belic (Милија Белић en serbe cyrillique) est un peintre, sculpteur et théoricien de l'art serbe né en 1954 à Rudovci et vivant en France.

## Biographie
Milija Belic naît en 1954 à Rudovci en Yougoslavie. Après un diplôme de l'Académie des Arts de Belgrade, section peinture, en 1978,  il soutient, sous la direction de Costin Miereanu, une thèse de doctorat en Arts et Sciences de l'art à l'université Panthéon-Sorbonne en 1994. Il est membre de l'Association internationale des critiques d'art (AICA) depuis 1999 et l'un des artistes résidents de la cité Montmartre-aux-artistes.

## Publications
- (sr), Ars longa, Umetnička galerija Nadežda Petrović, Čačak, 2020
- (sr), Ecce Homo, Čigoja – Društvo za kulturnu saradnju Srbija-Francuska, Belgrade, 2019
- (sr), Izazov modernosti, Arhipelag, Belgrade, 2017
- (sr + fr) Metafotografije Mirka Lovrića, Kulturni centar & Clio, Belgrade, 2015
- (sr) Spiritus Mundi, Red Box, Belgrade, 2011[4]
- (sr) Fotografije, 1964-1978, Belgrade, Alfa, 2008, 184 p.  (ISBN 978-86-331-3354-8) (BNF 42449412)
- Omcikous, Lausanne, Paris, Éditions L'Âge d'Homme, 2004, 162 p.  (ISBN 2-8251-1770-6) (BNF 39172734)
- Apologie du rythme : le rythme plastique, prolégomènes à un méta-art, Paris, Budapest, Turin, l'Harmattan, 2002, 324 p.  (ISBN 2-7475-2558-9) (BNF 38926581)
- (sr), Meta Art, SKC, Belgrade, 1997

## Collections
Ses œuvres sont présentées dans les collections de la Bibliothèque nationale de France, du Centre culturel de Serbie à Paris, du Musée Satoru Sato de Tome au Japon, du musée d'art contemporain de Belgrade, de la Bibliothèque nationale de Serbie à Belgrade, etc.

## Expositions
- 2022 : Shenyang, Intention et non-intention II, Galerie 1905
- 2021 : Paris, Salon des Réalités Nouvelles, Espace Commines
- 2021 : Paris, Hommage à Octavio Herrera, Galerie Nery Marino
- 2021 : Stoffen, Cinétique II, Kunstraum Stoffen
- 2020 : Paris, Convergences, ACI & MADI Italia, Espace  Christiane Peugeot
- 2020 : Novigrad, Cinétique II, Muzej Lapidarium
- 2020 : Paris, Art et Mathématiques, Galerie Abstract Project
- 2020 : Budapest, Cinétique II, Három Hét Galéria
- 2020 : Naples, ACI & Madi, Galleria Spazio Martucci 56
- 2020 : Wien, Cinétique II, Galerie Sehsaal
- 2019 : Munich, Cinétique, Üblacker-Häusl
- 2019 : Moscou, La géométrie dans la culture des XXe et XXIe siècles, Centre National d'Art Contemporain
- 2019 : Paris, Salon des Réalités Nouvelles
- 2019 : Hambourg, Cinétique II, Galerie Renate Kammer
- 2019 : Kranj, Festival d’Art Contemporain
- 2019 : Rome (Veletri), Centre Juana Romani
- 2019 : Shenyang, RN hors les murs, Musée LAFA
- 2019 : Gornji Milanovac, Retrospective, Centre Culturel
- 2019 : Budva, RN hors les murs, Galerie Moderne
- 2019 : Shenyang, RN hors les murs, Galerie 1905
- 2019 : Kielce, Interdiscursive Non-Objective 3, XS Gallery, Institute of Fine Arts
- 2019 : Tours, Mathématiques & Arts, Bibliothèque Universitaire de Grandmont,
- 2019 : Cieszyn, Interdiscursive Non-Objective 2, Galeria Uniwersytecka,
- 2019 : Paris, Geometria, Galerie Abstract Project
- 2019 : Bâle (Basel), Cinétique II, Espace Fanal
- 2019 : Stoffen (Allemagne), Cinétique, Kunstraum Stoffen
- 2019 : Warszawa, Interdiscursive Non-Objective, Galeria Dzialan
- 2019 : Bangla Bienale, India
- 2019 : Herceg Novi (Monténégro), 52. Hercegnovski likovni salon, Galerija Josip Bepo Benković
- 2019 : Paris, Animé, Galerie Abstract Project
- 2019 : Wien, Cinétique, Galerie Sehsaal
- 2018 : Paris, Cinétique II, Galerie Abstract Project
- 2018 : Paris, Salon des Réalités Nouvelles
- 2018 : Paris, Galerie Olivier Nouvellet
- 2018 : Kranj (Slovénie), Festival d’Art Contemporain
- 2018 : Bratislava, Konkretne leto, Galeria Umelka
- 2018 : Lazarevac, Obećanja prošlosti, Biblioteka Dimitrije Tucović
- 2018 : Paris, Carrément 5, Espace Christiane Peugeot
- 2018 : Paris, Art et Mathématiques, Galerie Abstract Project
- 2018 : Paris, Mathématiques & Art, Mairie du 5ème
- 2018 : Budapest, Cinétique, Saxon Art Gallery
- 2017 : Paris, Art Numérique, Galerie Abstract Project
- 2017 : Paris, Cinétique, Galerie Abstract Project
- 2017 : Paris, Salon des Réalités Nouvelles
- 2017 : Belgrade, Confronti, Kinoteka
- 2017 : Pont de Claix, Biennale Internationale d'Art Non Objectif
- 2017 : Suresnes, Arts et Mathématiques, Dessault Conference
- 2017 : Paris, A géométrie variable, Espace Oasys
- 2017 : Auckland (New Zealand), “I live for that energy”, Studio One - Toi Tū
- 2017 : Budva (Monténégro), Galerie Moderne
- 2017 : Paris, Carrément 4, Espace Christiane Peugeot
- 2016 : Thessaloniki, Contemporary Art Fair
- 2016 : Paris, Salon des Réalités Nouvelles
- 2016 : Laussane, Arts et Mathématiques, École Polytechnique Fédérale
- 2016 : Etoutteville, RN HLM en Pays de Caux
- 2016 : Châteauroux, Rythme et Géométrie
- 2016 : Paris, Carrément 3, espace Christiane-Peugeot
- 2016 : Florence, Artisti matematici - matematici artisti, Palazzo Medici Riccardi
- 2015 : Sydney, Carrement, Factory 49
- 2015 : Paris, Salon des Réalités Nouvelles
- 2015 : Belgrade, Galerie New Moment
- 2015 : Paris, Carrément 2, espace Christiane-Peugeot
- 2014 : Sydney, Papiers, Factory 49[8]
- 2014 : Pékin, Guoyi Art Museum, RN Hors les murs
- 2014 : Sendai (Japon), Art Géo Construit, galerie Sénkén
- 2014 : Paris, Salon des Réalités Nouvelles[9]
- 2014 : Chaudes-Aigues, RN Hors les murs
- 2014 : Sèvres, Salon Urbain!
- 2013 : Paris, Nouvelle Abstraction Serbe, Centre culturel de Serbie[10]
- 2013 : Paris, Salon des Réalités Nouvelles
- 2013 : Grisy-les-Platres, Grisy Code
- 2013 : Belgrade, RN Structure, Paviljon Cvijeta Zuzorić
- 2012 : Plasmolen (Pays-Bas), galerie de Vierde Dimensie
- 2012 : Paris, Galerie Monod[11]
- 2012 : Paris, Salon des Réalités Nouvelles
- 2012 : Pont-de-Claix, RN Structure
- 2012 : Belgrade, Galerija 73[12]
- 2011 : Gentilly, Parcours d’Artistes, mairie
- 2011 : Belgrade, Galerija Progres[13]
- 2011 : Kraljevo, Galerija Maržik
- 2011 : Paris, Salon des Réalités Nouvelles
- 2010 : Tivat, Centar za kulturu
- 2010 : Kragujevac, Gradska galerija Mostovi Balkana
- 2010 : Belgrade, Galerija kod Apoteke
- 2010 : Gornji Milanovac, Deseti međunarodni bijenale umetnosti minijature
- 2010 : Belgrade, Identitet, Galerija Blok
- 2010 : Smederevo, VII Bijenale likovnih i primenjenih umetnosti
- 2010 : Kragujevac, Identitet, Narodni muzej
- 2010 : Gentilly, Cyberespace
- 2010 : Paris, Salon des Réalités Nouvelles
- 2009 : Belgrade, Knjiga umetnika, Pedagoški muzej[14]
- 2009 : Kovin, XXVI Jesenji likovni salon, Galerija centra za kulturu
- 2009 : Belgrade, Fascinirajuća geometrija, Galerija Magacin
- 2009 : Gabrovo, Bijenale humora i satire
- 2009 : Belgrade, Pariske vertikale, Galerija Atrijum, Biblioteka grada
- 2009 : Sremska Mitrovica, Umetnost koja povezuje i zrači
- 2008 : Belgrade, Galerija Atrijum, Biblioteka grada
- 2008 : Opole, Identitet, Gallery of  Modern Art
- 2008 : Gornji Milanovac, Deveti međunarodni bijenale umetnosti minijature
- 2008 : Smederevo, VI Bijenale likovnih i primenjenih umetnosti
- 2008 : Murska Sobota, Identitet, Galerija
- 2007 : Bar, Balkan link, Galerija Velimir A. Leković
- 2007 : Lazarevac, Moderna galerija
- 2007 : Belgrade, Oktopus, Medjunarodni bijenale proširenih medija
- 2007 : Ingolstadt, Identitet, Reithalle
- 2006 : Paris, Le Salon du timbre & de l’écrit, Parc floral
- 2006 : Kochel am See, Galerie Art +
- 2006 : Pančevo, Galerija Gradske biblioteke
- 2005 : Novi Sad, Galerija Most
- 2005 : Aranđelovac, Mermer i zvuci
- 2005 : Belgrade, Galerija Biblioteke grada
- 2005 : Smederevska Palanka, Narodni Muzej
- 2004 : Paris, Galerie Étienne de Causans
- 2002 : Smederevo, Gradska galerija
- 2002 : Belgrade, Galerija Ulus
- 2000 : Paris, Gallery C International
- 2000 : Gornji Milanovac, Šesti međunarodni bijenale umetnosti minijature

## Citations
« La nature poétique de Belic ne cherche pas la déformation comme principe ni la violence sur la logique géométrique : elle a soif tout simplement de découvrir une nouvelle dimension de l'épreuve et la compréhension du monde. Il y a là aussi de l'envie secrète d'entrer dans les espaces obscures du Mystère, dans ces régions de l'esprit humain qui ne sont jamais complètement éclairées par la lumière du conscient. La confiance en la science n'exclut pas la possibilité de toucher à la structure poétique du monde »

— Sreto Bosnjak